# Poroporo River
Der Poroporo River ist ein Fluss im Osten der Nordinsel Neuseelands. Er entspringt an der Südflanke des 539 m hohen Whakaanglangi und fließt in östlicher Richtung bis zu seiner Mündung in den Waiapu River, der wenige Kilometer nordöstlich in den Pazifik mündet.
Nahe der Mündung des Poroporo River liegt die Ansiedlung Tikitiki, die über den New Zealand State Highway 35 angeschlossen ist. Vom SH 35 abzweigend folgt die Poroporo Road dem Flusstal bis zum Ruatoria Forest.